# Николай Мелемов
Николай Тодоров Мелемов е български политик от ГЕРБ, общински съветник и кмет на Смолян (от 2011 г.). Народен представител от ГЕРБ в XLI народно събрание.

## Биография
Николай Мелемов е роден на 10 юни 1963 г. в село Полковник Серафимово, Смолянско. Завършва Харковския зооветеринарен институт в Украйна и национална сигурност във ВИПОНД (дн. Академия на МВР). През 1999 г. става управител на фирма „Дермакс“ за производство на козметични продукти.

### Политическа дейност
През 2006 г. се включва в проекта ГЕРБ и е сред създателите на Сдружение ГЕРБ в област Смолян. Той е сред учредителите на партия ГЕРБ. На местните избори през 2007 г. е избран за общински съветник от листата на ГЕРБ в община Смолян и председател на групата на общинските съветници от партията. На парламентарните избори през 2009 г. е избран за народен представител от листата на ГЕРБ.
На местните избори през 2011 г. е кандидат за кмет на община Смолян, издигнат от ГЕРБ. На проведения първи тур получава 8518 гласа (или 40,84%) и се явява на балотаж с кандидата на БСП – Дора Янкова, която получава 8619 гласа (или 41,33%). Избран е на втори тур с 12363 гласа (или 52,92%).
На местните избори през 2015 г. е кандидат за кмет на община Смолян, издигнат от ГЕРБ. Избран е на първи тур с 10259 гласа (или 54,43%).
На местните избори през 2019 г. е кандидат за кмет на община Смолян, издигнат от ГЕРБ. На проведения първи тур получава 7230 гласа (или 39,84%) и се явява на балотаж с кандидата на БСП за България – Стефан Сабрутев, който получава 3894 гласа (или 21,46%). Избран е на втори тур с 9113 гласа (или 56,73%).